# 保罗·瓦兹拉威克
保罗·瓦兹拉威克（德語：Paul Watzlawick，1921年7月25日—2007年3月31日）是一位出生於奥地利的美籍家庭治療師、心理學家、傳播理論學家與哲學家，是傳播理論的领军人物。在家庭治療和一般心理治療上也有很高的成就。